# Hermann Schwarz (filósofo)
Hermann (Cuno) Schwarz (Düren, 22 de diciembre de 1864-Darmstadt, 12 de diciembre de 1951) fue un profesor de filosofía alemán.

## Vida
Schwarz estudió matemáticas y filosofía en Halle. En 1908 recibió una cátedra en Marburgo. En 1910 comenzó a ocupar una cátedra en la Universidad de Greifswald. Fue editor de Zeitschrift für Philosophie und philosophische Kritik (Revista de filosofía y crítica filosófica).
Schwarz fue cofundador de la Sociedad Filosófica Alemana junto con Bruno Bauch en 1917/18. Esta institución se entendía a sí misma como una alternativa para Kant Studien (Estudio de Kant). Su propósito legal era «el mantenimiento, la profundización y la preservación de la individualidad alemana en el campo de la filosofía».
Schwarz se unió al NSDAP en 1923. En marzo de 1933 firmó la declaración de 300 profesores universitarios a favor de Adolf Hitler. Schwarz se retiró de la universidad de Greifswald en 1938. En 1939, Adolf Hitler le otorgó la Medalla Goethe de Arte y Ciencia.
Después del final de la Segunda Guerra Mundial, numerosos escritos de Schwarz fueron incluidos en la lista de literatura segregada (prohibida) en la zona de ocupación soviética.

## «Sobre la base filosófica del nacionalsocialismo»
La filosofía de Schwarz incluía la noción de que los humanos naturalmente comprenden el significado de su existencia a partir de la propia sangre. La sangre nórdica solo existirá verdaderamente, según Schwarz, en el individuo a quien se le permite experimentarla de manera colectiva, nacional, afirmativa y llena de una infinita felicidad interior  (innere Unendlichkeit).

Que sobre la base natural de nuestra sangre compartida nos vivamos como unidad quiere decir que esa unidad se nos aposenta como sentido eterno en el alma. Nuestra sangre, de cuyo nórdico aire nos regocijamos, sucumbe a la ley de la naturaleza. Corre por separado en muchas venas —he ahí su dispersión en el espacio— y en esas venas corre transitoria. Pero no vayamos a representarnos intelectualmente la unidad de los hombres de esta sangre: no nos adicionamos los unos a los otros, sino que, cuando en la paridad de nuestra sangre refrendamos nuestra comunión anímica, nos sentimos henchidos de una interior infinitud. Cobra existencia entonces en cada uno de nosotros una vida unitaria supraindividual que cobra del mismo modo existencia en todos los demás que vivan etnorracialmente [völkisch].
Hermann Schwarz, 1936

Para este propósito, el individuo debe elevarse en tanto individuo, a una unidad superior. El pueblo, en tanto comunidad de sangre, adquiere el tamaño para ser afirmado en sí mismo: «Ya no el individuo, sino todo el pueblo es un individuo.» En el relativismo y el materialismo, Schwarz vio a un enemigo capaz de la «destrucción de los pueblos» (Zertrümmerung der Völker). Según Schwarz, la Unión Soviética, el judaísmo y el bolchevismo habían enterrado el alma de los distintos pueblos.

En Rusia, primero una intelectualidad de pensamiento relativista ha matado todas las ideas a palos. Luego, a la intelectualidad resquebrajada en miles de opiniones la han matado a palos las masas. Y ahora, el judío gobierna con 300 000 altos consejeros sobre 150 millones de eslavos, que se han tornado esclavos por haberse despojado de sus caudillos nativos. Con la Cheka y los batallones estonios y manchúes, se le ha dado tierra al alma rusa.
Hermann Schwarz, 1936

## Obra
- Das Wahrnehmungsproblem [El problema de la percepción], 1892.
- Was will der kritische Realismus? [¿Qué quiere el realismo crítico?], 1894.
- Grundzüge der Ethik  [Principios de ética], 1896.
- Psychologie des Willens zur Grundlegung der Ethik [Psicología de la voluntad de sentar las bases de la ética], 1900.
- Das Sittliche Leben [La vida moral], 1901.
- Glück und Sittlichkeit [Felicidad y moralidad], 1902,).
- Der moderne Materialismus [Materialismo moderno], 1904; segunda edición, 1912,).
- Der Gottesgedanke in der Geschichte der Philosophie [El pensamiento de Dios en la historia de la filosofía], Winter, Heidelberg 1913.
- Fichte und wir. Sechs Vorlesungen [Fichte y nosotros. Seis conferencias]  celebrada en el Lauterberger Weltanschauungswoche 2-7 de octubre de 1916, Zickfeld, Osterwieck / Leipzig 1917.
- Weltgewissen oder Vaterlandsgewissen [Conciencia mundial o conciencia de la patria]. Kayser, Erfurt 1919.
- Das Ungegebene. Eine Religions- und Wertphilosophie [Lo dado. Una filosofía de religión y valores]. Mohr-Siebeck Verlag, Thübingen 1921.
- Über Gottesvorstellungen großer Denker. Sechs Hochschulvorträge [Sobre las ideas de Dios de grandes pensadores. Seis conferencias universitarias]. (Serie filosófica, 12. Cinta. ) Rösl & Cie. Múnich 1922.
- Ethik [Ética]. Ferd. Pastor, Breslau 1925.
- Ethik der Vaterlandsliebe [Ética del patriotismo]. H. Beyer, Langensalza 1926.
- Gott im Volkstum [Dios en el pueblo]. H. Beyer, Langensalza 1928.
- Gott, Jenseits von Theismus und Pantheismus [Dios, más allá del teísmo y el panteísmo]. Junker y Dünnhaupt, Berlín 1928.
- La culpa de la guerra miente y nuestro deber. Ratsbuchhandlung L. Bamberg, Greifswald 1928.
- Comunidad e idea. W. de Gruyter, Berlín 1930.
- Autopresentación sistemática. Junker y Dünnhaupt, Berlín 1933.
- Weltanschauung nacionalsocialista. Contribuciones gratuitas a la filosofía del nacionalsocialismo de los años 1919-1933. Junker y Dünnhaupt, Berlín 1933.
- Cristianismo, nacionalsocialismo y movimiento de fe alemana. Junker y Dünnhaupt, Berlín 1934. 2.ª edición 1938.
- Ekkehart el alemán. Religión popular en aumento. Junker y Dünnhaupt, Berlín 1935
- Sobre la base filosófica del nacionalsocialismo' . Escritos de la Universidad Alemana de Política . 1. La idea y la forma del nacionalsocialismo, número 17, Berlín 1936.
- Creencia alemana en la encrucijada. Junker y Dünnhaupt, Berlín 1936.
- La columna de Irmin como símbolo de la creencia popular alemana en Dios. Junker y Dünnhaupt, Berlín 1937.
- Rasgos básicos de una historia del arte-filosofía alemana. Junker y Dünnhaupt, Berlín 1937.
- Conocimiento alemán de Dios entonces y ahora. Editorial Breakthrough, Stuttgart 1938.
- Obras completas. Junker y Dünnhaupt, Berlín 1940.
- Eternidad. Un compromiso alemán. Junker y Dünnhaupt, Berlín 1941.